# بي سي هوفت

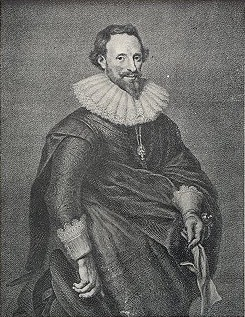
بي سي هوفت

بيتر كورنيليزون هوفت  (16 مارس 1581 في أمستردام – 21 مايو 1647 في لاهاي) - فارس من Order of Saint Michael - كان مؤرخ، شاعر وكاتب مسرحي هولندي من الفترة المعروفة بالعصر الذهبي الهولندي.

## حياته

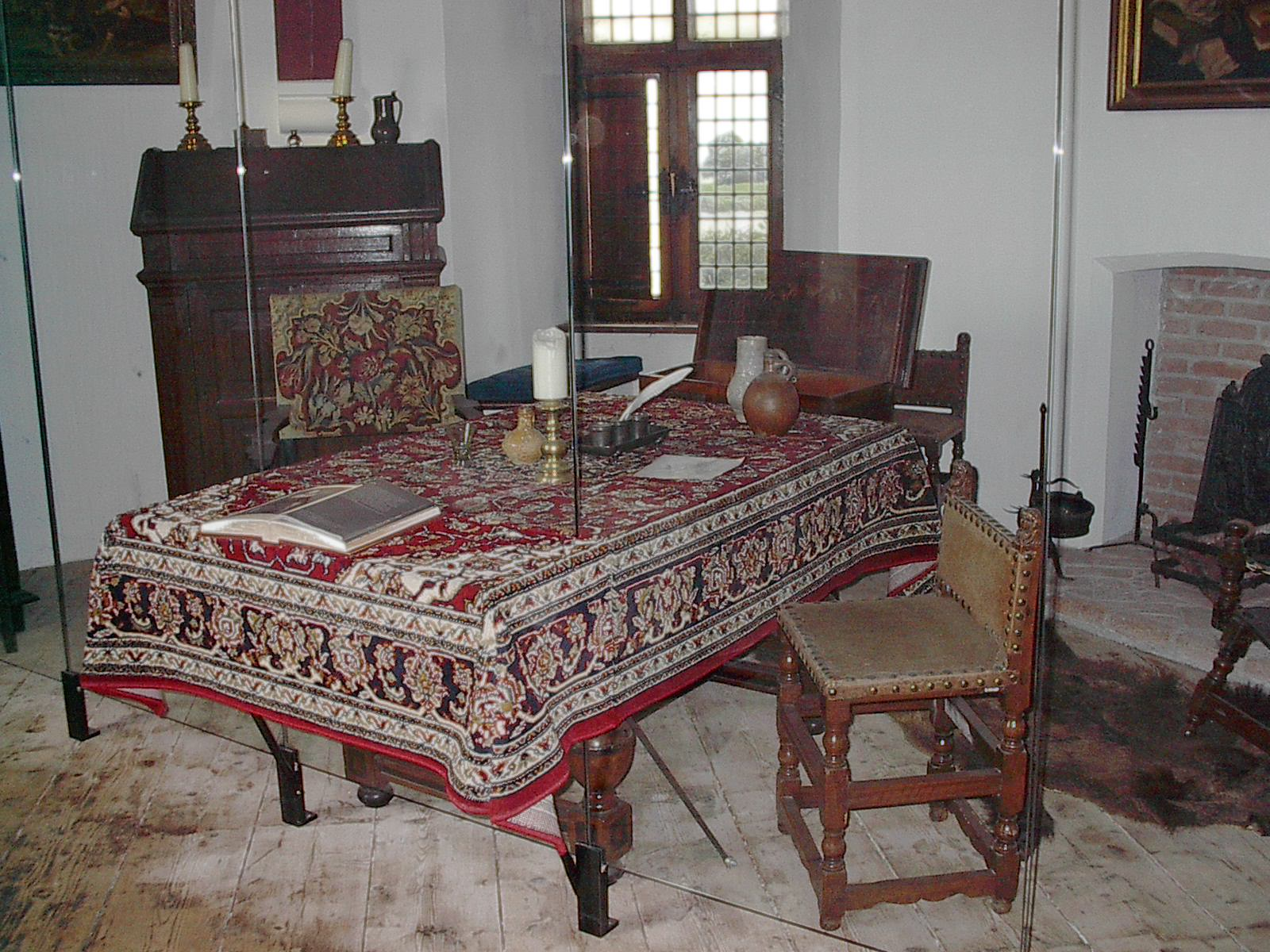
Working table of Pieter Corneliszoon Hooft

بيتر Corneliszoon هوفت، وغالبا ما يختصر إلى  PC هوفت ، ولد في أمستردام كابن من ثم رئيس البلدية، كورنيليس هوفت. كان هوفت أيضا عم كورنيليس و أندريس دي جرايف.
في 1598، أرسله والده إلى فرنسا و إيطاليا من أجل الاستعداد لمهنة تاجر. ومع ذلك، كان بيتر Corneliszoon هوفت أكثر اهتماما في فن. على وجه الخصوص، انه اعجب بشدة من قبل النهضة الإيطالية. <المرجع> Dautzenberg. J.  NEDERLANDSE literatuur، geschiedenis، bloemlezing أون ثوري طفل 1916 . دن بوش: مالمبيرغ، ص. 83-88 </المرجع>
في عام 1609، تم تعيينه مأمور من ماودن و Gooiland. أسس مويديركرينج، وهو المجتمع الأدبي الموجود في منزله، و Muiderslot ، قلعة Muiden، الذي حصل على العيش بسبب تعيينه في منصب شريف من Muiden. بين أعضاء هم الشعراء والكتاب المسرحيين قسطنطين هيغنز، ماريا Tesselschade، GA بريديرو و فان دن فوندل، فضلا عن المغني البرتغالي فرانسيسكا دوارتي. كانت هوفت، بريديرو، وفونديل أيضا مؤسسي أكاديمية Nederduytsche الأولى.

## أعماله
كان هوفت كاتبا له مسرحية، شعر (أدب) و خطابات، لكنه ركز من 1618 فصاعدا على كتابة تاريخه من هولندا ( Nederduytsche Historiën )، مستوحاة من المؤرخ الروماني تاسيتس. وكان تركيزه في المقام الأول على حرب الثمانين عاما بين هولندا و إسبانيا. على الرغم من أنه حاول في هذا العمل لتقديم تقرير عن الأحداث التي كانت على النحو محايدة ممكن، إلا أنه لم تنجح حقا في القيام بذلك.

## معرض صور

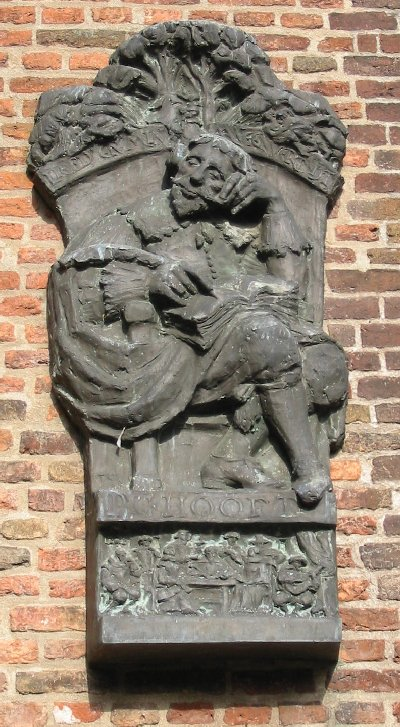
Sculpture of P.C. Hooft in the castle Muiderslot
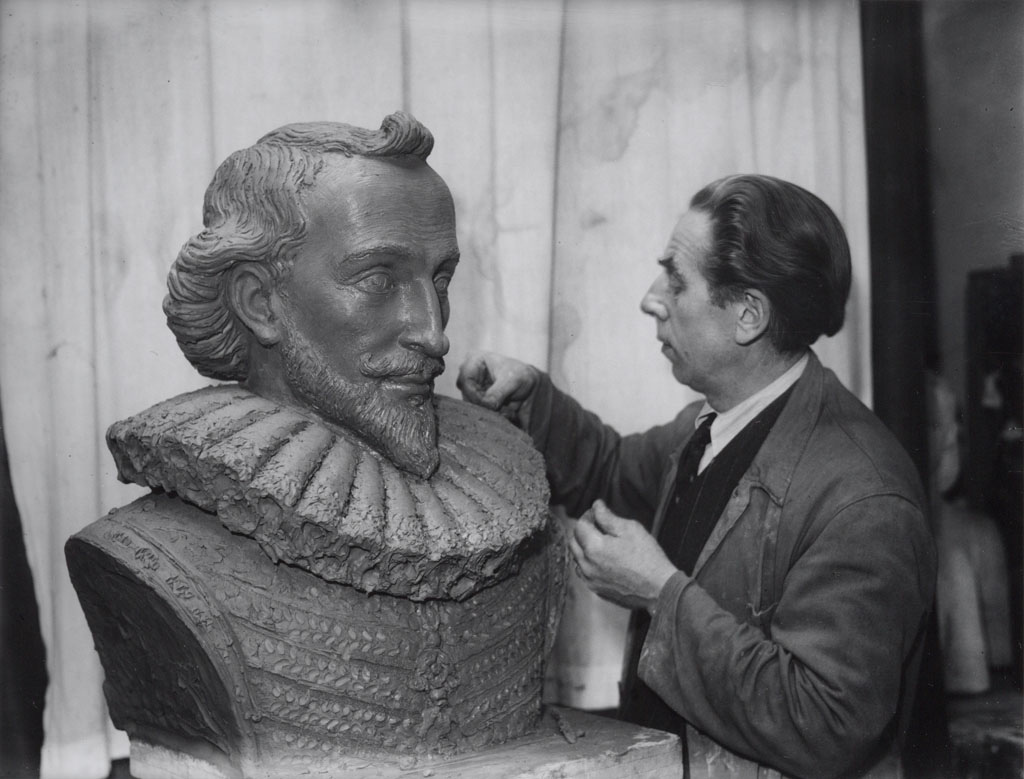
Sculptor Frits Sieger with bust of P.C. Hooft. Amsterdam; 22 March 1947

## روابط خارجية
- بي سي هوفت على موقع الموسوعة البريطانية (الإنجليزية)
- بي سي هوفت على موقع إن إن دي بي (الإنجليزية)